# El País
El País [el paˈis] (spanisch für Das Land) ist die größte Tageszeitung Spaniens. Im Dezember 2015 betrug die durchschnittliche täglich verkaufte Auflage von El País (geprüft durch OJD) 221.390, im Jahr 2020 74.370 Exemplare.
Nach Angaben der OJD war sie im Dezember 2017 die Tageszeitung mit der zweithöchsten Auflage in Spanien. El País ist die am dritthäufigsten gelesene spanische Online-Zeitung und eine der drei Madrider Tageszeitungen, die (neben El Mundo und ABC) als landesweite Tageszeitungen Spaniens gelten.
Sie ist auch die führende spanischsprachige Zeitung im Internet und erreichte laut Comscore-Daten im Dezember 2017 18.941.000 eindeutige Leser, ist somit die weltweit am häufigsten konsultierte digitale Zeitung in spanischer Sprache. Sie ist auch in sozialen Netzwerken präsent, mit mehr als 7,2 Millionen Followern auf Twitter und mehr als 4 Millionen auf Facebook.
Die erste Ausgabe von El País erschien kurz nach dem Tod des Militärdiktators Francisco Franco 1976. Die Zeitung hat ihren Hauptsitz und ihre zentrale Redaktion in Madrid, verfügt jedoch über Delegationen in den wichtigsten Städten Spaniens (Barcelona, Valencia, Sevilla, Bilbao, Santiago de Compostela, Algeciras), von denen aus sie verschiedene Regionalausgaben herausgibt. Die Druckereien befinden sich in Madrid, Barcelona, Valencia, Sevilla, La Coruña, Las Palmas de Gran Canaria, Burgos, Palma de Mallorca, Mexiko und Argentinien.

## Eigentümer
Die Zeitung gehört zur größten Mediengruppe Spaniens, der Grupo Prisa, deren Hauptaktionär seit 2010 die US-amerikanische Gruppe Liberty Acquisition Holding ist. Im Jahr 2011 verzeichnete die Prisa-Gruppe (auch Eigentümerin von Cadena SER (Radio), Cinco Días (Finanzpresse), Los 40 Principales und anderen Medien) den größten Verlust in ihrer Geschichte: 451 Millionen Euro, sechsmal höher als im Vorjahr.

## Ausrichtung
Die politische Ausrichtung von El País gilt als linksliberal. Sie steht der sozialistischen Partei PSOE nahe, versteht sich selbst allerdings nicht als sozialistisch oder sozialdemokratisch. Für die Zeitung schreiben aktuell unter anderem Antonio Muñoz Molina, Juan José Millás und Javier Marías, sowie der peruanische Autor Mario Vargas Llosa.
Prinzipien der journalistischen Deontologie und der Sprachkultur sind in einem Redaktionsstatut und in dem Libro de Estilo niedergelegt. Über die Einhaltung der Prinzipien und Regeln von El País wacht ein Ombudsmann der Zeitung, der von den Lesern angerufen werden kann und in einer sonntäglichen Rubrik über seine Entscheidungen berichtet.
Zum inhaltlichen Profil gehört, dass die Zeitung der Linkspartei Podemos und den separatistischen Bestrebungen Kataloniens eher skeptisch bis ablehnend gegenüber steht.
El País ist Gründungsmitglied der Leading European Newspaper Alliance (LENA), in der sie zurzeit mit den Tageszeitungen Die Welt, der italienischen La Repubblica, Le Figaro aus Frankreich, Le Soir aus Belgien und den beiden Schweizer Blättern Tages-Anzeiger und Tribune de Genève bei der internationalen Berichterstattung redaktionell zusammenarbeitet.

## Geschichte
Ende 1975, in der Endzeit des Regimes unter dem Diktator Francisco Franco, wurde einer Gruppe von Journalisten die Gründung von El País von der Regierung erlaubt. Die erste Ausgabe erschien jedoch erst im Mai 1976, kurz nach Beginn der spanischen Transition, während der sie sich zu einer der wichtigsten publizistischen Plattformen des Landes entwickelte. Von besonderer Bedeutung für den Ruf der Zeitung war ihre Reaktion auf den Putschversuch vom 23. Februar 1981, als El País, noch während die Putschisten das Parlament besetzt hielten, eine Sonderausgabe herausbrachte, in der sie sich zur demokratischen Verfassung bekannte.
Mitte November 2002 wurde das Angebot der Internet-Präsenz El País Digital kostenpflichtig. Dies wurde 2005 unter anderem aufgrund der kostenlosen Online-Präsenz weiterer spanischer Zeitungen wie El Mundo wieder aufgegeben. El País praktizierte als erste auch die inzwischen weitverbreitete Beilagen-Publizistik in Magazin-Form (TV-Programm, Jugendmagazin, feuilletonistische Supplements etc.).
Im November 2012 wurde bekannt gegeben, dass die Zeitung ein Drittel ihrer Mitarbeiter entlassen wolle.

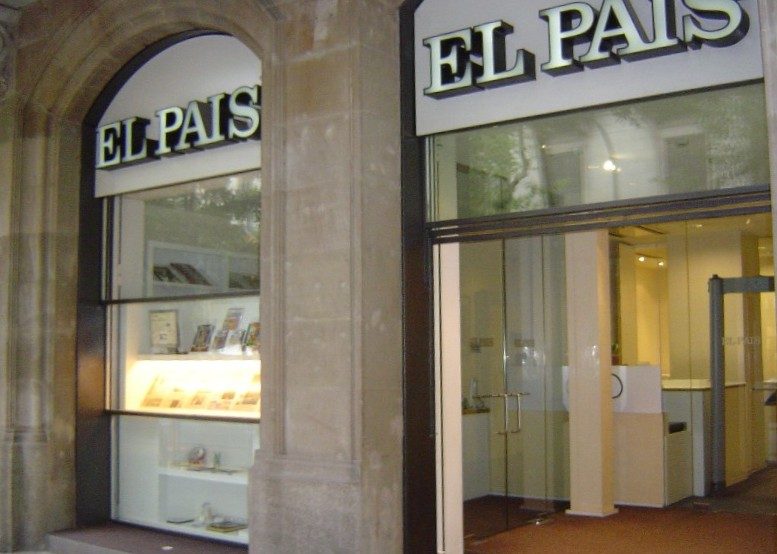
Eingang zur El País in Barcelona

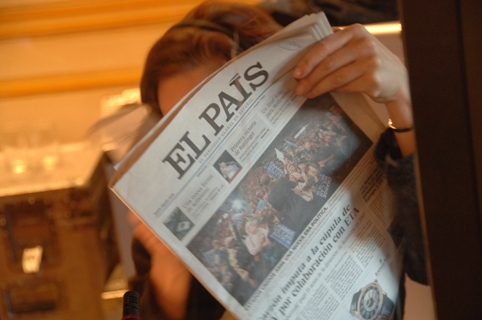
Eine Leserin mit einem Exemplar der El País

Die Lateinamerika-Ausgabe von El País wird von einer Redaktion in Mexiko-Stadt verantwortet. Bis Ende 2019 wurde sie in Mexiko-Stadt und in Buenos Aires gedruckt. Seither erscheint die Lateinamerika-Ausgabe nur noch digital.
Mitte Februar 2021 teilte die Zeitung ihren Lesern mit, dass sie ab dem 16. Februar 2021 „100 % digital“ sein wird und ihre gedruckte Version in Europa (mit Ausnahme von Spanien) nicht mehr vertrieben wird.

## Leitung
Seit ihrer Gründung durch José Ortega Spottorno am 4. Mai 1976 hatte El País fünf Direktoren und seit Juni 2018 erstmals eine Direktorin.
| Zeitraum  | Direktor Direktorin  |
| --------- | -------------------- |
| 1976–1988 | Juan Luis Cebrián    |
| 1988–1993 | Joaquín Estefanía    |
| 1993–2006 | Jesús Ceberio        |
| 2006–2014 | Javier Moreno        |
| 2014–2018 | Antonio Caño         |
| 2018–     | Soledad Gallego-Díaz |

## Vorläufer
Die heutige Zeitung ist nicht die erste Zeitung mit dem Namen El País, die es in Spanien gab. Es gab eine andere, die 1887 gegründet und 1921 geschlossen wurde, mit einem sehr ähnlichen Logo, mit ägyptischen Buchstaben und in Großbuchstaben geschrieben.

## Belege
1. ↑  Pepa Bueno, nueva directora de EL PAÍS. In: El País. 27. Juli 2021, abgerufen am 13. Oktober 2021 (spanisch).
2. ↑  Medios Controlados: El País. Informacion y Control de Publicaciones, OJD El País, abgerufen am 16. September 2016.
3. ↑  Jaime Soteras: Los 10 principales periódicos españoles bajaron en 2018 sus ventas en el quiosco. 30. Januar 2019, abgerufen am 26. April 2020 (spanisch).
4. ↑  Ashifa Kassam: Media revolution in Spain as readers search for new voices. In: The Guardian. 25. März 2014, ISSN 0261-3077 (theguardian.com [abgerufen am 26. April 2020]).
5. ↑  Prisa registra pérdidas seis veces mayores que en 2010 - Público.es. 16. Juni 2012, archiviert vom Original am 16. Juni 2012; abgerufen am 26. April 2020.
6. ↑  El País. Abgerufen am 17. Februar 2023.
7. ↑  Uwe Mantel: „Die Welt“ ist Mitgründer der Zeitungs-Allianz LENA. DWDL.de, 10. März 2015, abgerufen am 16. September 2016.
8. ↑  Martin Dahms: Spanien: Zwanzig Jahre El País: Das Ende der Gelassenheit. Die Zeit, 17. Mai 1996, abgerufen am 16. September 2016.
9. ↑  „El País“ entlässt erste Mitarbeiter. In: Spiegel Online, 13. November 2012, abgerufen am 16. September 2016.
10. ↑  El País pone fin a su edición impresa en América. El medio líder en español en el mundo deja de imprimirse en México y Argentina, El País, 31. Dezember 2019, abgerufen am 10. Januar 2020.
11. ↑  Verónica Jiménez: El País deja de publicar la edición impresa para Europa. www.elconfidencialdigital.com, 16. Februar 2021, abgerufen am 17. Februar 2021.
12. ↑  Breve historia de El País, auf El País.com. (Memento vom 24. September 2015 im Internet Archive)
13. ↑  Soledad Gallego-Díaz, propuesta como nueva directora de EL PAÍS. In: El País. 7. Juni 2018, abgerufen am 8. Juni 2018 (spanisch).
14. ↑  El logo del diario El País, ¿inspirado en un periódico del siglo XIX? – Marca por hombro. Abgerufen am 26. April 2020 (spanisch).